# Platja de Sant Salvador
La platja de Sant Salvador és una platja urbana situada al Barri Marítim de Sant Salvador, del municipi del Vendrell (Baix Penedès). Limita a ponent amb la platja de Coma-ruga, a l'alçada de la plaça del Pessebre. i a llevant amb el terme municipal de Calafell, tot i que el tram de platja des de la desembocadura de la riera de la Bisbal, fins al límit de terme, rep el nom de platja de les Madrigueres, Orientada al sud-sud-est, té una longitud de 2.668 metres i una amplada mitjana de 81 metres, formada per sorra fina i un pendent d'entrada a l'aigua suau. Disposa de dutxes, punts de socorrisme i primers auxilis i serveis de lloguer de gandules, para-sols i patins aquàtics. A més, té un passeig marítim per a vianants, on hi ha el Museu Pau Casals.
La platja està guardonada amb la Bandera Blava, que reconeix internacionalment la qualitat de l'aigua i serveis. L'Agència Catalana de l'Aigua efectua un control setmanal de la qualitat de l'aigua, durant la temporada de bany, amb el resultat d'excel·lent.